# Vicente Costa
Vicente Costa (ur. 1 stycznia 1947 w Birkirkarze) – maltański duchowny rzymskokatolicki posługujący w Brazylii, w latach 2010–2022 biskup Jundiaí.

## Życiorys
Po ukończeniu szkoły średniej wstąpił do seminarium duchownego w rodzinnym kraju. Po ukończeniu studiów filozoficznych wyjechał do Brazylii i podjął studia w instytucie teologicznym w Kurytybie. Był także studentem Papieskiego Uniwersytetu Gregoriańskiego, gdzie uzyskał tytuł doktora.
Święcenia kapłańskie przyjął w ojczyźnie 17 grudnia 1972. Niedługo później powrócił do Brazylii i rozpoczął pracę w archidiecezji Maringá. Był m.in. wykładowcą w Londrinie oraz w Cascavel, a także proboszczem w Sarandi i duszpasterzem w katedrze.
1 lipca 1998 został mianowany biskupem pomocniczym Londriny oraz biskupem tytularnym Aquae Flaviae. Sakrę biskupią przyjął 19 września 1998 z rąk arcybiskupa Murilo Sebastião Ramos Kriegera.
9 października 2002 został prekonizowany biskupem Umuramy. Urząd objął 13 grudnia 2002.
30 grudnia 2009 papież Benedykt XVI przeniósł go na stolicę biskupią Jundiaí. Ingres odbył się 7 marca 2010.
15 czerwca 2022 papież Franciszek przyjął jego rezygnację z pełnionej funkcji.